# Ghrelin
Ghrelin är ett hormon som produceras av P/D1-celler i fundusdelen av magsäcken hos människa och som stimulerar aptiten (Bowers, et al). Hos gnagare är det X/A-liknande celler som producerar ghrelin. Ghrelinnivån ökar före måltiden och minskar efter måltiden. Det betraktas som en slags motsats till hormonet leptin som produceras av fettvävnaden och som ger mättnadskänsla då det förekommer i högre nivåer. Ghrelin stimulerar också insöndringen av tillväxthormon från hypofysens framlob.
Ghrelinreceptorer finns på nervceller i nucleus arcuatus och i ventromediala hypotalamus. Ghrelinreceptorn är en G-proteinkopplad membranreceptor, tidigare känd som GHS-receptorn (growth hormone secretagogue receptor). Ghrelin produceras också i en liten neuronpopulation i nucleus arcuatus. Ghrelin spelar en betydande roll för neurotrofi, särskilt i hippocampus och är essentiellt för kognitiv anpassning till förändringar i miljön och för inlärningsprocessen.

## Molekylära former
Ghrelin förekommer i en inaktiv och en aktiv (oktanoylerad) form (se hexatropin).

## Betydelse vid sjukdom
Ghrelinnivåerna i plasma är lägre hos individer som lider av fetma än hos magra individer. Yildiz et al (2004) fann att ghrelinnivån ökar från midnatt till gryningen hos magra individer. Professor Cappuccio på University of Warwick har nyligen upptäckt att kort sömnduration eventuellt kan leda till fetma, genom ökad aptit på grund av hormonella förändringar. Sömnbrist ger upphov till ghrelinproduktion som i sin tur stimulerar aptiten och minskar produktionen av leptin, som bland sina många effekter har en aptitdämpande effekt.
De som lider av ätstörningar anorexia nervosa verkar ha höga plasmanivåer av ghrelin. Ghrelinnivåerna är också höga hos patienter som har cancerframkallad kakexi (Garcia et al, 2005).
Åtminstone en studie fann att bypassoperationer på magsäcken inte bara reducerar tillflödet av föda till tarmarna utan också minskar ghrelinnivåerna dramatiskt (Cummings et al, 2002).
Djurmodeller tyder på att ghrelin kan nå hippocampus från blodcirkulationen och därigenom förbättra inlärning och minne . Det har föreslagits att inlärning sker lättast på dagen och då magen är tom eftersom ghrelinnivåerna är högre vid dessa tillfällen.

## Relation till obestatin
Obestatin är ett hormon som år 2005 visades minska aptiten. Både obestatin och ghrelin kodas av samma gen. Genprodukten klyvs och bildar då de två peptidhormonerna (Zhang et al 2005). Ändamålet med denna mekanism är okänd.

## Historia och namn
Upptäckten av ghrelin rapporterades av Masayasu Kojima et al år 1999. Namnet baseras på dess roll som en growth hormone-releasing peptide och har härletts från den urindoeuropeiska roten *ghre, som betyder att växa.